# Маклауд, Джаред
Джаред Маклауд (англ. Jared MacLeod; род. 3 апреля 1980, Грейт-Фолс, Монтана) — канадский легкоатлет, специалист по барьерному бегу. Выступал за сборную Канады по лёгкой атлетике в 2000-х годах, обладатель серебряной медали Всемирной Универсиады, чемпион Игр франкофонов, многократный призёр первенств национального значения.

## Биография
Джаред Маклауд родился 3 апреля 1980 года в городе Грейт-Фолс, штат Монтана. Постоянно проживал в Виннипеге, провинция Манитоба.
Впервые заявил о себе на национальном уровне в сезоне 2000 года, когда в беге на 110 метров с барьерами занял шестое место на чемпионате Канады в Виктории.
В 2001 году в той же дисциплине выиграл бронзовую медаль на чемпионате Канады в Эдмонтоне. Попав в состав канадской сборной, выступил на домашних Играх франкофонов в Оттаве, где дошёл до полуфинала. Будучи студентом, представлял страну на Всемирной Универсиаде в Пекине.
В 2002 году получил серебро на чемпионате Канады в Эдмонтоне. На молодёжном первенстве Северной Америки, Центральной Америки и Карибского бассейна в Сан-Антонио завоевал бронзовую награду в 110-метровом барьерном беге и вместе с соотечественниками стал четвёртым в зачёте эстафеты 4 × 100 метров.
В 2005 году в беге на 110 метров с барьерами взял бронзу на чемпионате Канады в Виннипеге, с личным рекордом 13,54 выиграл серебряную медаль на Всемирной Универсиаде в Измире, также стал серебряным призёром на Играх франкофонов в Ниамее.
В 2006 году бежал 60 метров с барьерами на чемпионате мира в помещении в Москве. В барьерном беге на 110 метров занял восьмое место на Играх Содружества в Мельбурне, финишировал вторым на чемпионате Канады в Оттаве.
В 2007 году завоевал серебряную награду на чемпионате Канады в Уинсоре, дошёл до полуфинала на Панамериканских играх в Рио-де-Жанейро и на чемпионате мира в Осаке.
На чемпионате Канады 2008 года в Уинсоре вновь пришёл к финишу вторым.
В 2009 году среди прочего был вторым на чемпионате Канады в Торонто, одержал победу на Играх франкофонов в Бейруте.
В 2010 году стал бронзовым призёром на чемпионате Канады в Торонто.
Завершил спортивную карьеру по окончании сезона 2013 года.
Впоследствии входил в совет директоров Федерации лёгкой атлетики Канады.